# Crkva sv. Lazara u Trogiru
Crkva sv. Lazara (Josipa) nalazi se u gradu Trogiru.

## Opis
Crkva Sv. Lazara (Josipa) na Čiovu u Trogiru podignuta je na pravokutnom tlocrtu s apsidom u 15. stoljeću kao dio franjevačkog samostana uz koji su bili stanovi za oboljele od gube. Građena je od pravilno obrađenog i uslojenog kamena, s ravnim stropom i krovištem pokrivenim kupom kanalicom i bačvastim svodom u apsidi. Na glavnom je pročelju ulaz jednostavno profiliranih okvira, te rozeta pri vrhu. Zvonik dograđen sa sjeverne strane ima otvorenu ložu pri vrhu. U unutrašnjosti su se sačuvali sjeverni drveni barokni oltar iz 18. stoljeća posvećen Gospi i južni oltar posvećen sv. Bonaventuri. Na glavnom oltaru su drveni kipovi anđela iz kapele bl. Ivana Trogirskog katedrale Sv. Lovre u Trogiru.

## Zaštita
Pod oznakom Z-4562 zavedena je kao nepokretno kulturno dobro - pojedinačno, pravna statusa zaštićena kulturnog dobra, klasificirano kao "sakralna graditeljska baština".

## Vanjske poveznice
|  | Zajednički poslužitelj ima još gradiva o temi Crkva sv. Lazara u Trogiru |